# Keersluis De Diemen

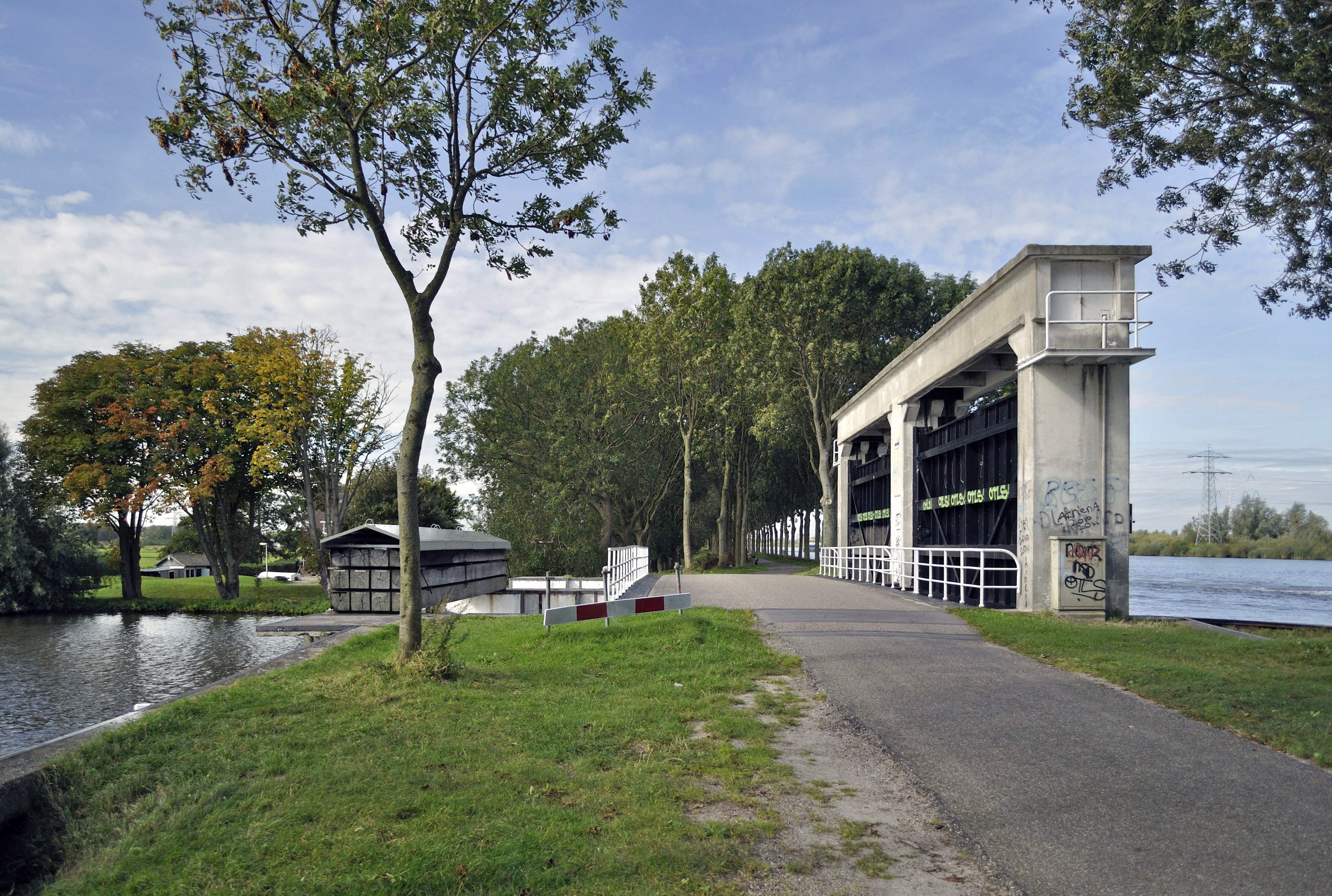
Keersluis de Diemen (september 2011)

Keersluis De Diemen of Keersluis De Diem is een keersluis in de Westelijke Merwedekanaaldijk die de Tweede Diem verbindt met het Amsterdam-Rijnkanaal. Het ontwerp ervan is identiek aan dat van de verder naar het noordwesten gelegen Keersluis Nieuwe Diep. De sluis werkt met twee stalen hefdeuren die tussen drie betonnen torens zijn opgehangen. Daarnaast heeft de sluis een noodvoorziening in de vorm van houten balken die in een uitsparing in de sluiswanden kunnen worden gestapeld.
De sluis is gebouwd in 1937 en 1938 en is een rijksmonument. De hefdeuren zijn in 1962 met 60 centimeter verhoogd, en de betonnen onderbouw van de sluis werd in 1987 en 1988 hersteld.